# 國家標準技術研究所
美国国家标准技术研究所（National Institute of Standards and Technology，简写为NIST）的前身为国家标准局（National Bureau of Standards，簡寫為NBS，1901年~1988年），是一家测量标准实验室，属于美国商务部的非监管机构。该研究所的官方使命为：

促进美国的创新和产业竞争力，推进度量衡學、标准、技术以強化经济安全，并改善人類的生活质量。

NIST雇佣有大约2900名科学家、工程师、科技工作者，以及后勤和管理人员，大约1800名辅助工作人员（来自美国公司和国外的工程师和研究员），另外还有1400名专家分布在国内约350个附属研究中心里。

## 组织结构
NIST总部位于马里兰州的盖瑟斯堡，在科罗拉多州的博尔德市亦有设施运作。主要活动为组织实验室研究计划和校外研究计划。自2010年10月1日起，NIST将所属的10间实验室进行了调整，减为6间。其分别为：
- 工程实验室（页面存档备份，存于）（EL）
- 信息科技实验室（页面存档备份，存于）（ITL）
- 材料测量实验室（页面存档备份，存于）（MML）
- 物理测量实验室（页面存档备份，存于）（PML）
- 纳米科技中心（CNST）
- NIST中子研究中心（页面存档备份，存于）（NCNR）

校外研究计划包括：
- Hollings制造扩展伙伴计划（HMEP），一个用以协助中小工厂的全国性网络。
- 技术创新计划（TIP），为NIST及其工业合作伙伴对创新高风险技术的早期发展提供投资担保的计划。
- Malcolm Baldrige国家品质奖（Malcolm Baldrige National Quality Award）计划。

NIST的Boulder实验室以其拥有的NIST-F1原子钟而广为人知。NIST-F1是全国标准时间源，它从铯的自然共振频率来定义秒，NIST通过位于科罗拉多州科林斯堡的WWVB长波电台和分别位于柯林斯堡、夏威夷凯卡哈的WWV、WWVH短波电台来向外提供时间信号。

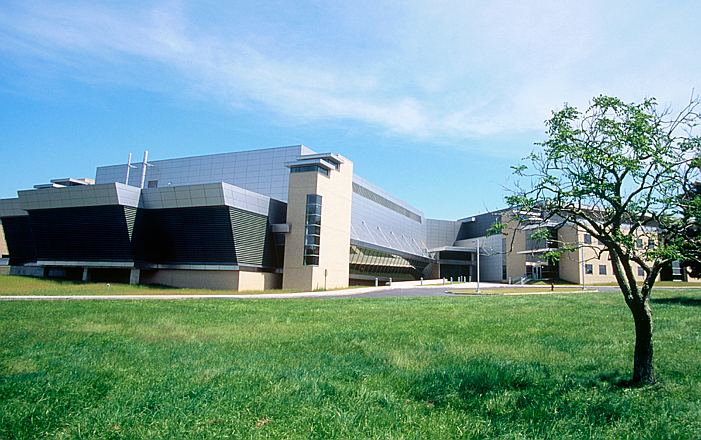
NIST AML building

NIST同时还拥有一个中子科学研究设施：NIST中子研究中心（NCNR）。NCNR为众多科学研究者提供着研究中子散射的装置，可以用在众多其他的研究领域中（如材料科学，燃料电池，生物科技等等）。
SURF III紫外线辐射装置（SURF III Synchrotron Ultraviolet Radiation Facility）是一个同步辐射光源，从1961年以来就一直运行着。目前仍是美国的广谱光谱测量的基础标准。自七十年代以来，所有NASA生产的极紫外观测装置都由SURF来进行校准，SURF还用于测量和规格化超紫外光刻系统。
纳米科技中心（CNST）执行的是纳米科技的研究，同时进行微观研究和用户可访问的净室纳米生产设施。“NanoFab”就是用于光刻印刷图案和影像的工具（如电子显微镜和原子力显微镜等）。

## 测量和标准
作为其任务的一部分，NIST为产业界、学术界、政府及其他用户提供了超过1300种标准参考材料（页面存档备份，存于）（SRMs）。这些物品经认证后被作为特定的量度或成分含量，成为校正标准用于测量设备和制作程序、工业生产的品质控制标准，以及实验对比样本。

## 委员会
NIST拥有七个常任委员会：
- 技术指导发展委员会（TGDC）
- 地震减灾咨询委员会（ACEHR）
- 国家建筑安全小组咨询委员会（NCST Advisory Committee）
- 信息安全和隐私咨询顾问（ISPAB）
- 先进技术访问委员会（VCAT）
- Baldrige全国质量监察顾问（BNQP Board of Overseers）
- 制造业扩展伙伴关系国家咨询顾问（MEPNAB）

## 国土安全
NIST目前正在为全政府的雇员和承包商开发身份卡标准，以拒绝未经授权的个人进入政府机构和电脑系统。

## 世贸中心倒塌调查
2002年国家建筑安全小组法案授权國家標準研究所对世界贸易中心一號大楼（北塔）、二号大楼（南塔）以及47层高的世界贸易中心七号楼的倒塌进行调查。调查由首席研究员Shyam Sunder领导，涵括3个方面，即建造技术和可能导致世贸中心双子楼和7号楼倒塌的火灾安全因素。該所还成立了一个专门研究提高建筑工艺和消防技术规范标准、行为和传播的研究小组。并为设施业主、承包商、建筑师、工程师、紧急救援部门和监管部门供实用的指导和工具，以更好的应付未来可能的灾害。世贸中心7号楼的调查计划和最终调查报告与2008年11月20日宣布完成。而世贸中心双子塔的最终报告（包含了建筑安全升級的30个建议）也于2005年10月26日完成。

## SAMATE
SAMATE（软件保障度量和工具测量项目，Software Assurance Metrics And Tool Evaluation）是NIST所进行的一个针对提高软件开发进度保障和确保软件的技术有效性的项目。

## 人物
NIST有四位研究者因其物理学上的成就获得了诺贝尔奖：威廉·丹尼尔·菲利普斯（1997年），埃里克·康奈尔（2001年），约翰·霍尔（2005年）和戴维·瓦恩兰（2012年），是美国政府实验室里获奖者最多的。还有以下曾在NIST工作过的人值得铭记：
| - Milton Abramowitz - James S. Albus - Ferdinand Brickwedde - 莱曼·布里格斯 - Edgar Buckingham - John W. Cahn - 威廉·韦伯·科布伦茨 - Ronald Colle - Philip J. Davis - Hugh L. Dryden - Jack Edmonds - Ugo Fano - 夏洛特·弗罗塞·菲舍尔 | - Tim Foecke - 道格拉斯·哈特里 - Magnus Hestenes - Cornelius Lanczos - Wilfrid Basil Mann - William Meggers - James G. Nell - Ward Plummer - Jacob Rabinow - Richard Saykally - Charlotte Moore Sitterly - Irene Stegun - Bill Stone |